# High dynamic range rendering
High dynamic range rendering (Dansk: gengivelse med højt dynamisk område, fokortet som DRR eller HDR-gengivelse, også kendt som højdynamisk rækkevidde-belysning) er gengivelse af computergrafikscener ved hjælp af lysberegninger udført i højt dynamisk område (HDR). Dette muliggør bevarelse af detaljer, der kan gå tabt på grund af begrænsede kontrastforhold. Computerspil, animationsfilm og special effects drager fordel af dette, da det skaber mere realistiske scener end med de mere forenklede belysningsmodeller, der bruges.
Grafikprocessorfirmaet NVIDIA opsummerer baggrunden for HDR i tre punkter: lyse ting kan være rigtig lyse, mørke ting kan være rigtig mørke, og detaljer kan ses i begge.